# Chhala
Chhala är en ort i Indien.   Den ligger i distriktet Gāndhīnagar och delstaten Gujarat, i den västra delen av landet, 700 km sydväst om huvudstaden New Delhi. Chhala ligger 97 meter över havet och antalet invånare är 17 323.
Terrängen runt Chhala är mycket platt. Runt Chhala är det tätbefolkat, med 343 invånare per kvadratkilometer. Närmaste större samhälle är Gandhinagar, 13,7 km sydväst om Chhala. Trakten runt Chhala består till största delen av jordbruksmark.